# Catharesthes elegans
Catharestes
Genre
Synonymes
- Catharestes Aurivillius, 1923

Espèce
Synonymes
- Catharestes elegans Aurivillius, 1923

Catharesthes elegans, unique représentant du genre Catharesthes, est une espèce de coléoptères de la famille des Cerambycidae et qui se rencontre au Guatemala.

## Systématique
Le nom valide complet (avec auteur) de ce taxon est Catharesthes elegans Bates, 1881.
Catharesthes elegans a pour synonyme :
- Catharestes elegans Aurivillius, 1923

## Publication originale
- (en) H.W. Bates, 1881, « Longicornes. Cerambycidae, Lamiidae », Biologia Centrali-Americana, vol. 5, Insecta, Coleoptera, p. 153–224, 4 pl. lire en ligne.